# کارلوس کاسکورو
کارلوس کاسکورو (انگلیسی: Carlos Casquero؛ زادهٔ ۱۴ سپتامبر ۱۹۸۱) بازیکن فوتبال اهل اسپانیا است.
از باشگاه‌هایی که در آن بازی کرده‌است می‌توان به آ.اس.آ ترگو مورش، باشگاه فوتبال لگانس، باشگاه فوتبال اسپورتینگ خیخون، و باشگاه فوتبال اکسترمادورا اشاره کرد.